# آکوش فارکاش
آکوش فارکاش (مجاری: Ákos Farkas؛ ۹ سپتامبر ۱۸۹۸ – ۲ فوریه ۱۹۷۱) یک فیلم‌بردار اهل مجارستان بود.
از فیلم‌ها یا مجموعه‌های تلویزیونی که وی در آن‌ها نقش داشته‌است می‌توان به سه آرزو اشاره نمود.